# Джон Ранч
Джон Ранч (англ. John Ranch, 16 листопада 1940) — австралійський академічний веслувальник.
Срібний призер Олімпійських Ігор 1968 року в складі вісімки.